# Shimao Property Holdings

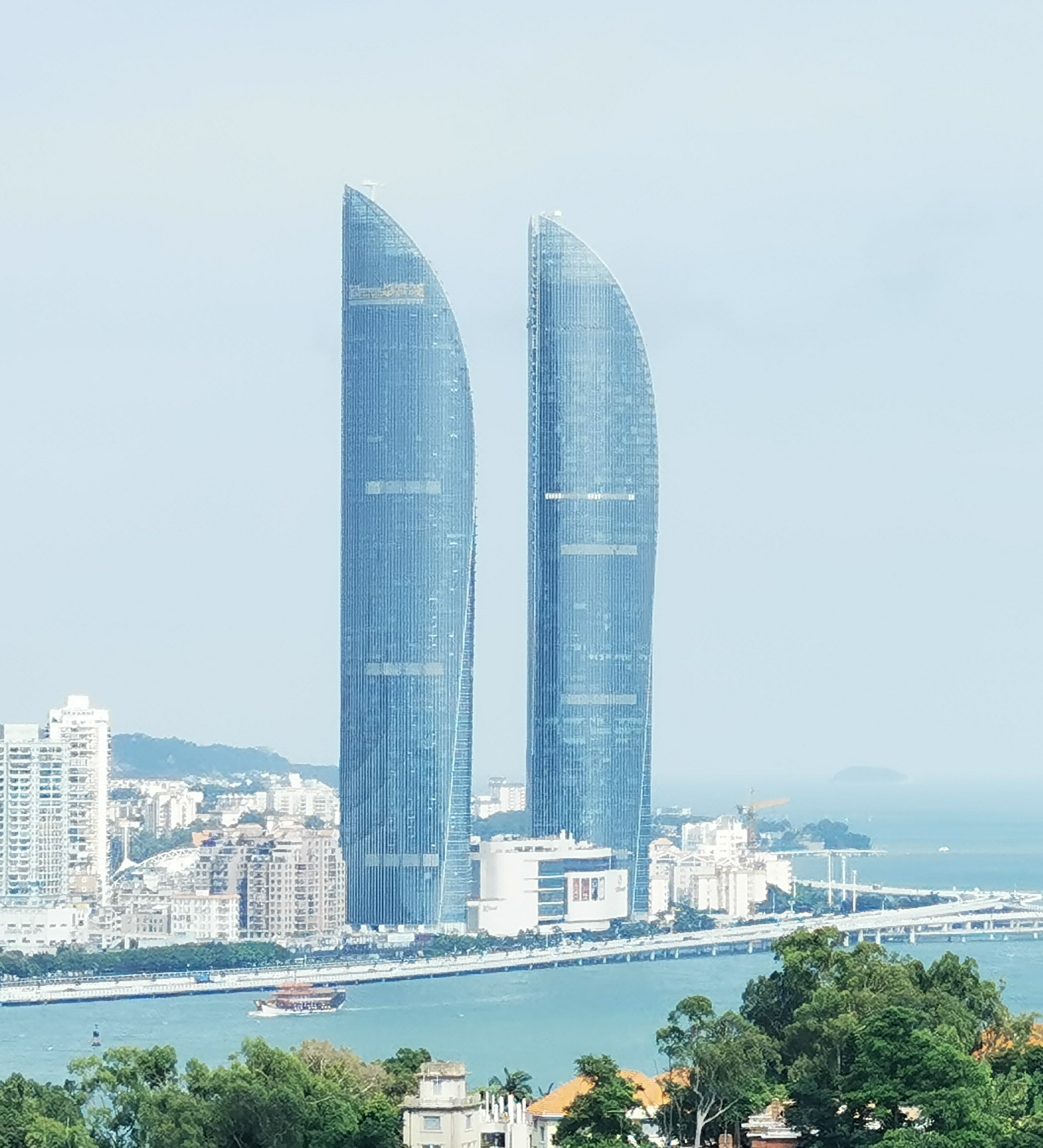
Shimao Cross-Strait Plaza в Сямыне

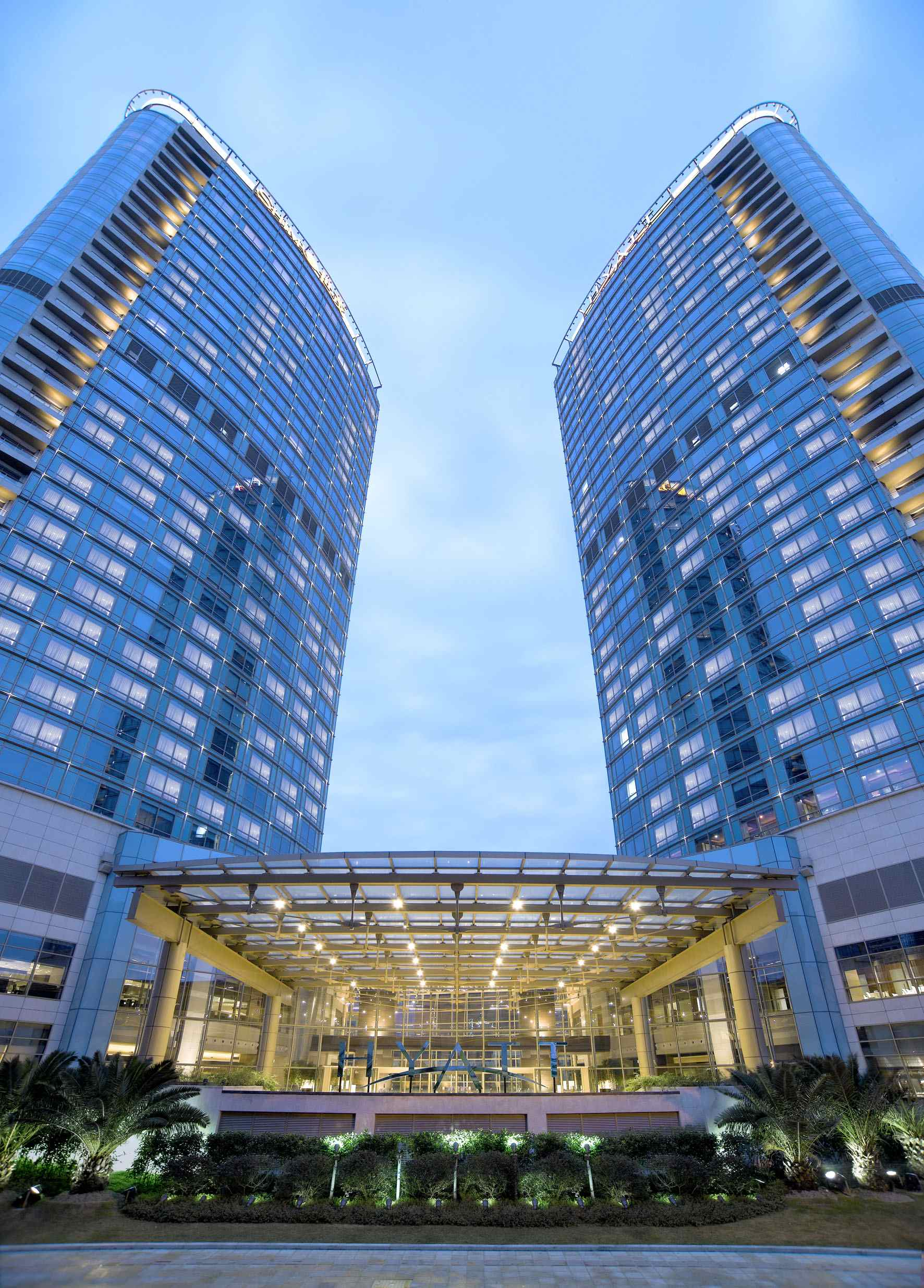
Отель Hyatt в Шанхае

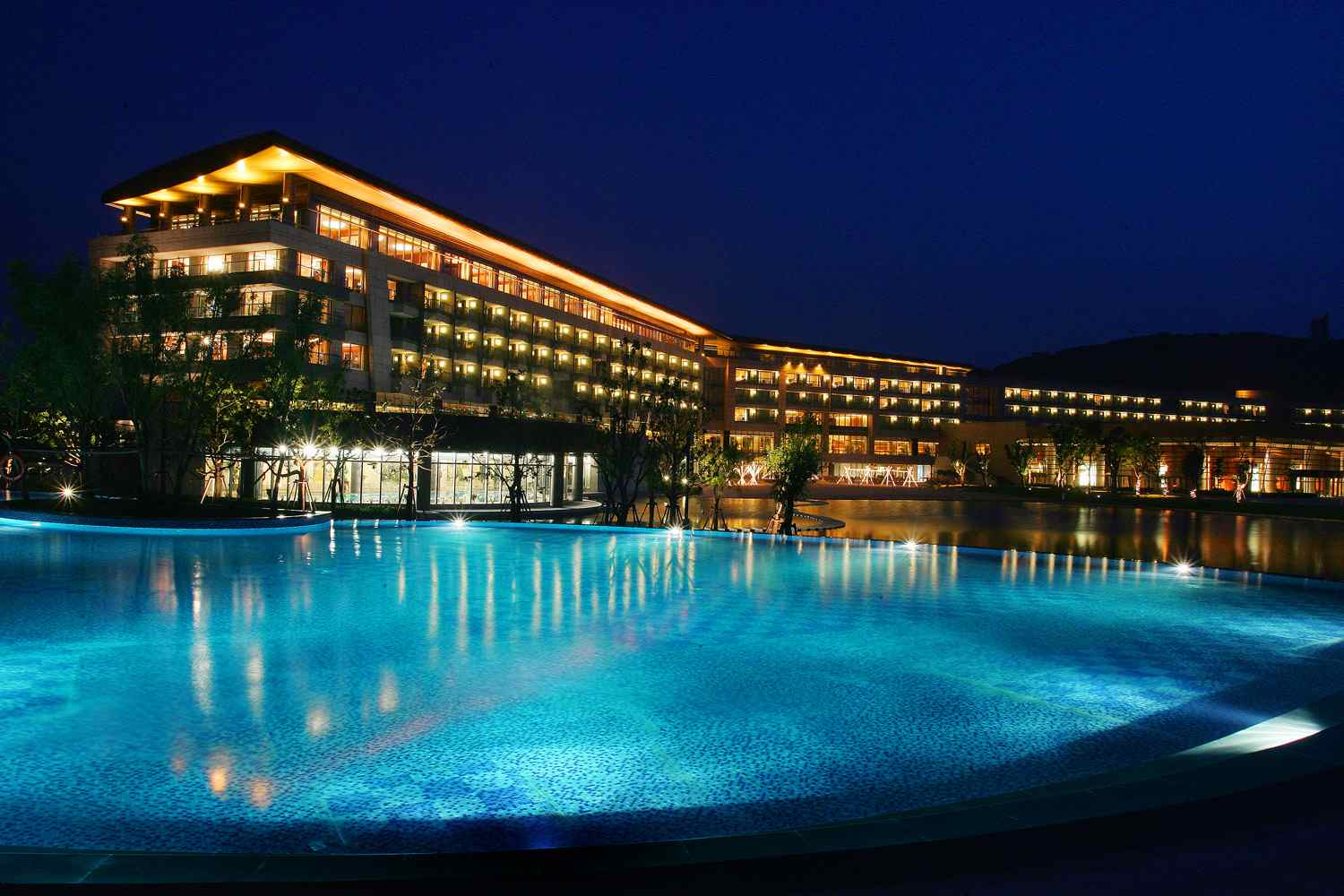
Отель Le Meridien в Шанхае

Shimao Property Holdings (世茂房地產) — крупный оператор недвижимости, базирующийся в Гонконге (округ Ваньчай) и Шанхае. Основные активы компании (жилые и офисные комплексы, отели, торговые центры и кинотеатры) сосредоточены в материковом Китае. Shimao Property входит в Shimao Group и принадлежит миллиардеру Сюй Жунмао (Хой Винмау). 

## История
Компания основана в октябре 2004 года. С июля 2006 года котируется на Гонконгской фондовой бирже. По состоянию на 2014 год рыночная стоимость Shimao Property Holdings составляла 7,65 млрд долл., продажи — 6,76 млрд долл., в компании работало почти 5 тыс. человек.

## Структура
Основные проекты компании расположены в городах Шанхай (Шимао Интернэшнл Плаза), Пекин, Тяньцзинь, Нанкин, Сучжоу, Фучжоу, Сямынь (Shimao Cross-Strait Plaza), Ханчжоу, Шаосин, Цзясин, Уху, Циндао, Яньтай (Яньтай Шимао), Шэньян, Далянь, Харбин, Муданьцзян, Чанша (Шимао Хунань центр), Ухань и Чэнду. Также Shimao Property владеет и управляет сетями отелей Hyatt, Hilton, Le Meridien и Holiday Inn в материковом Китае.